# Batalion Milicji Lubelskiej gen. Piotra Potockiego
Batalion Milicji Lubelskiej gen. Piotra Potockiego – polski oddział piechoty wchodzący w skład wojsk powstańczych okresu insurekcji kościuszkowskiej.

## Formowanie i walki
W drugiej połowie sierpnia generał major ziemski województwa lubelskiego Piotr Potocki rozpoczął formowanie batalionu milicji lubelskiej.14 października w batalionie było 449 ludzi. Na uzbrojeniu batalion posiadał 300 karabinów.

 Batalion nie występował w polu jako zwarta jednostka bojowa. 222 osobowy oddział żołnierzy pod dowództwem mjr. Lewickiego walczyło w dywizji gen. mjr. Adama Ponińskiego, a pozostali żołnierze stali rozlokowani w Warszawie. We wrześniu naczelnik Tadeusz Kościuszko delegował Potockiemu oficerów na dokompletowanie I batalionu i sformowanie II batalionu. Z powodu braku rekrutów przedsięwzięcie nie zostało zrealizowane. W październiku Potocki, z zgodą naczelnika Tomasza Wawrzeckiego planował pozyskać kantonistów z Sandomierszczyzny. Planów nie zrealizowano, a 21 października batalion wcielono do regimentu grenadierów lubelskich płk. Aleksandra Sokoła.

## Żołnierze batalionu
Organizatorem batalionu był kasztelan lubelski Piotr Potocki., Batalionem dowodził płk Kaczanowski, Służył w nim także kpt. Wybczyński. Celem utworzenia II batalionu, do dyspozycji gen. mjr Potockiego przybyli: ppłk Jakub Tyszkiewicz, kpt. Ignacy Tyszkiewicz, kpt. Józef Rutkowski, por. Józef Wolski, por. Salwator Siedlecki, chor. Wojciech Moszczyński i chor. Józef Kisiel.